# Liste der Monuments historiques in Bourdonné
Die Liste der Monuments historiques in Bourdonné führt die Monuments historiques in der französischen Gemeinde Bourdonné auf.

## Liste der Bauwerke
| Bezeichnung | Beschreibung | Standort | Kennzeichnung | Schutzstatus | Datum     | Bild           |
| ----------- | ------------ | -------- | ------------- | ------------ | --------- | -------------- |
| Schloss     |              | (Lage)   | PA00087384    | Inscrit      | 1946 1989 | weitere Bilder |

## Liste der Objekte
- Monuments historiques (Objekte) in Bourdonné in der Base Palissy des französischen Kultusministeriums